# Warkworth (Northamptonshire)
Warkworth è un villaggio e parrocchia civile dell'Inghilterra, appartenente alla contea del Northamptonshire.